# چون این اولین زندگیمه
چون این اولین زندگیمه (انگلیسی: Because This Is My First Life; کره‌ای: 이번 생은 처음이라) یک مجموعهٔ تلویزیونی کره جنوبی سال ۲۰۱۷ با بازی لی مین کی و جونگ سو مین است و به بررسی شغل‌ها، رابطه‌ها، ازدواج و عشق می‌پردازد. این مجموعه اولین نقش اصلی لی مین کی در تلویزیون از سال ۲۰۰۷ است. این مجموعه از ۹ اکتبر تا ۲۸ نوامبر ۲۰۲۱، روزهای دوشنبه و سه‌شنبه ساعت ۲۱:۳۰ (کی‌اس‌تی) از تی‌وی‌ان برای ۱۶ قسمت پخش شد.

## خلاصه داستان
نام سه هی (لی مین کی) یک مهندس آی‌تی است؛ او قصد دارد خانه خود را با فردی شریک شود و در ازای انجام کارهای خانه و پرداخت اجاره کمتر، اتاقی را در خانه به آن فرد اجاره دهد. جی هو (جونگ سو مین) نویسنده‌ای است که در سئول به خانه‌ای کم هزینه احتیاج دارد. آن دو بدون اینکه یکدیگر را ببینند تصمیم میگیرند با هم زندگی کنند. سه هی تصور میکند که با یک مرد و جی هو نیز تصور می‌کند با یک زن هم خانه شده است تا اینکه بالاخره آنها با یکدیگر رو به رو می‌شوند.

## بازیگران
| نام         | کاراکتر   |
| ----------- | --------- |
| جونگ سو-مین | یون جی هو |
| لی مین کی   | نام سه هی |

| نام            | کاراکتر      | توضیح                |
| -------------- | ------------ | -------------------- |
| ایسوم          | وو سو جی     | دوست جی هو           |
| پارک بیونگ-اون | ما سانگ گو   | دوست سه هی           |
| کیم گا-اون     | یانگ هو رانگ | دوست جی هو           |
| کیم مین-سوک    | سیم وون سوک  | دوست پسر هو رانگ     |
| کیم اونگ-سو    | نام هی بونگ  | پدر سه هی            |
| مون هی-کیونگ   | جو میونگ جی  | مادر سه هی           |
| کیم بیونگ-اوک  | یون جونگ سو  | پدر جی هو            |
| کیم سون-یونگ   | کیم هیونگ جا | مادر جی هو           |
| نو جونگ-هیون   | یون جی سوک   | برادر کوچک جی هو     |
| جون هه وون     | لی اون سول   | همسر یون جی سوک      |
| کیم مین-کیو    | یون بوک نام  | همکار جی هو در کافه  |
| لی چونگ-آه     | گو جونگ مین  | دوست دختر سابق سه هی |
| یون بومی       | یون بو می    | همکار سه هی          |

## تولید
چون این اولین زندگیمه به کارگردانی پارک جون-هوا و نویسندگی یون نان-جونگ است. اولین جلسهٔ فیلمنامه خوانی با گروه بازیگران در تاریخ ۲۵ اوت ۲۰۱۷ در استودیو دراگون در سانگام-دونگ، سئول، کره جنوبی انجام شد.